# ميخائيل شتاينبرغ (صحفي)
ميخائيل شتاينبرغ (بالإنجليزية: Michael Steinberg)‏ هو عالم موسيقى وصحفي أمريكي، ولد في 4 أكتوبر 1928 في فروتسواف في بولندا، وتوفي في 26 يوليو 2009 في إدينا في الولايات المتحدة.

## وصلات خارجية
- مايكل شتاينبرغ على موقع ميوزك برينز (الإنجليزية)
- مايكل شتاينبرغ على موقع ديسكوغز (الإنجليزية)